# Туризм у Німеччині
|                                               |                 |  |           |           |
| Нідерланди                                    | Нідерланди      |  | 9,96 млн  | 9,96 млн  |
| США                                           | США             |  | 4,29 млн  | 4,29 млн  |
| Швейцарія                                     | Швейцарія       |  | 3,86 млн  | 3,86 млн  |
| Велика Британія                               | Велика Британія |  | 3,70 млн  | 3,70 млн  |
| Італія                                        | Італія          |  | 3,10 млн  | 3,10 млн  |
| Австрія                                       | Австрія         |  | 2,57 млн  | 2,57 млн  |
| Бельгія                                       | Бельгія         |  | 2,54 млн  | 2,54 млн  |
| Франція                                       | Франція         |  | 2,51 млн  | 2,51 млн  |
| інші                                          | інші            |  | 22,29 млн | 22,29 млн |
| Кількість ночівель з країни походження (2009) |                 |  |           |           |

Німеччина оцінюється як одне з найбезпечніших туристичних напрямків у світі. Німеччина є третьою найвідвідуванішою країною в Європі, число ночівель в готелях склала в 2010 році — 380,3 мільйона, що є найвищим показником з моменту об'єднання країни. Число ночівель зросла порівняно з 2009 роком на 3 %. У 2008 році число ночівель склало 369,6 млн. З цього числа 56,5 млн ночівель припадає на іноземних гостей, більшість іноземних туристів у 2009 прибуло з Нідерландів, США і Швейцарії (див. таблицю). У 2010 році число ночівель туристів із-за кордону зросла на 10 відсотків, порівняно з 2009 роком — до 60,3 мільйона.
Офіційний орган туризму в Німеччині — Національний комітет Німеччини з туризму — представлений Національними туристичними офісами в 29 країнах. Дослідження Комітету показали наступні причини для відпочинку в Німеччині: культура (75 %), відпочинок на відкритому повітрі / у сільській місцевості (59 %), міста (59 %), чистота (47 %), безпека (41 %), сучасність (36 %), хороші готелі (35 %), хороша кулінарія / кухня (34 %), хороша доступність (30 %), космополітизм і телекомунікації (27 %), хороші можливості для покупок (21 %), захоплююче нічне життя (17 %) і хороше співвідношення ціна — якість (10 %) (були можливі множинні відповіді).
Більше 30 % німців проводять відпустку у своїй власній країні. Прийнявши більш ніж 133 млн іноземних туристів (у 2008 році) Німеччина посіла сьоме місце з найвідвідуваніших у світі. У загальній складності 27,2 млрд євро витрачаються в Німеччині в рік на подорожі і туризм: що еквівалентно 3,2 % ВВП Німеччини.

## Історія

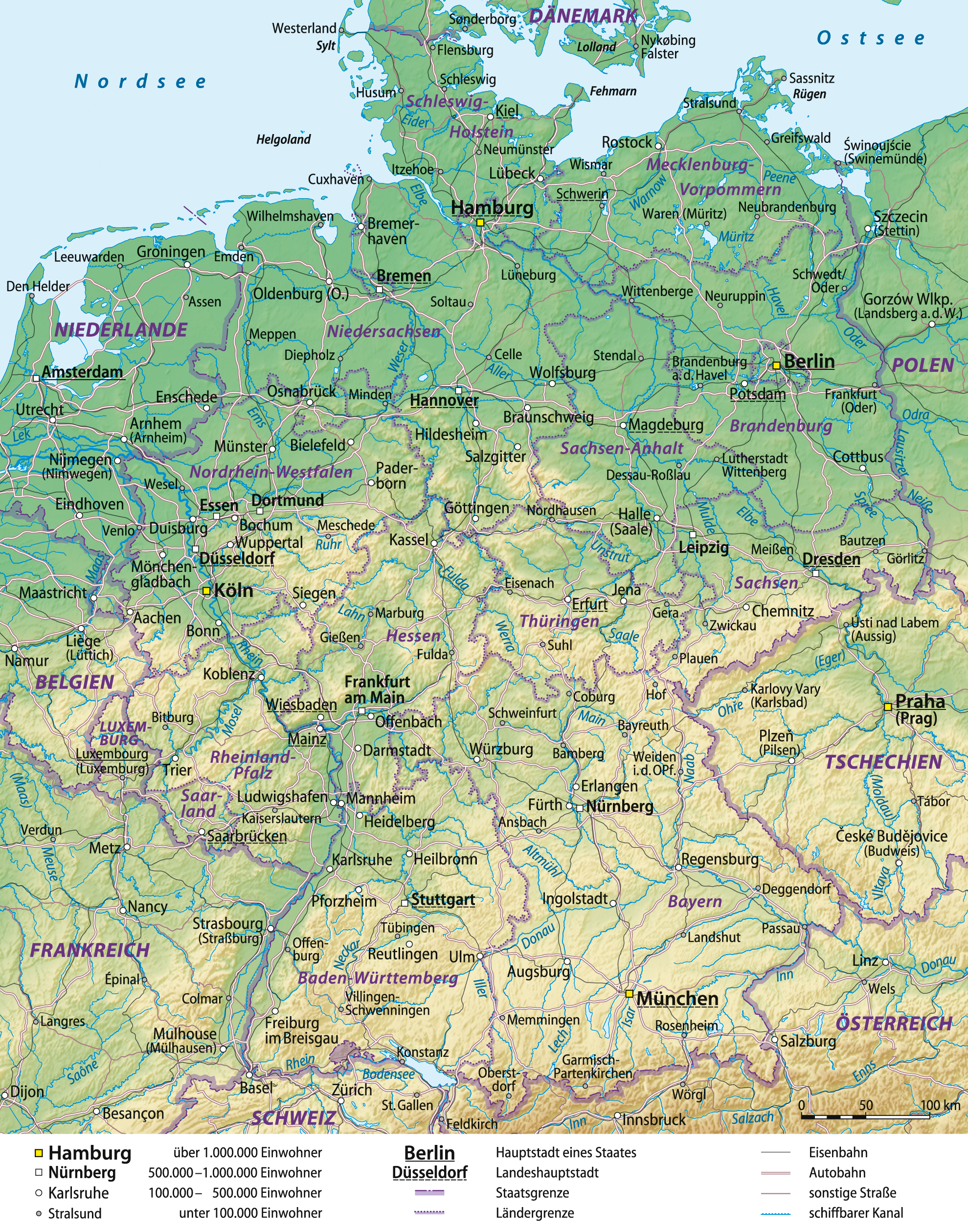
Фізична карта Німеччини

Історія туризму в Німеччині сягає корінням у відвідання міст і ландшафтів з цілями навчання і відпочинку. З кінця вісімнадцятого століття, такі міста як Дрезден, Мюнхен, Веймар і Берлін були основними зупинками на європейському Гран-турі. Зокрема, курорти на Північному і Балтійському морях і в долині Рейну розвинулися протягом 19-го і початку 20 століття. Після закінчення Другої світової війни туризм в Німеччині значно збільшився: багато туристів відвідували Німеччину, щоб відчути дух європейської історії. У сільській місцевості туристи шукають сільську ідилію, в той час як міста приваблюють сучасною та класичною архітектурою та культурними пам'ятками.

### Статистика
У наведеній нижче таблиці показано розподіл ночівель національних і міжнародних туристів по землям Німеччини в 2008 році. Баварія має найбільшу кількість відвідувачів з 76,91 млн ночівель в готелях і гуртожитках (14,3 ночівлі на 1000 населення); Мекленбург-Передня Померанія, має найбільшу щільність туристів.
| Земля                        | К-сть. ночівель в 2008 р. | З них іноземні гості | Ночівлі / населення |
| ---------------------------- | ------------------------- | -------------------- | ------------------- |
| Баден-Вюртемберг             | 43,62 млн                 | 8,90 млн             | 4,1                 |
| Баварія                      | 76,91 млн                 | 17,30 млн            | 6,1                 |
| Берлін                       | 17,77 млн                 | 6,18 млн             | 5,2                 |
| Бранденбург                  | 9,41 млн                  | 0,86 млн             | 3,7                 |
| Бремен                       | 1,65 млн                  | 0,34 млн             | 4,2                 |
| Гамбург                      | 7,66 млн                  | 1,42 млн             | 4,3                 |
| Гессен                       | 27,30 млн                 | 6,69 млн             | 4,5                 |
| Мекленбург-Передня Померанія | 23,83 млн                 | 1,07 млн             | 14,3                |
| Нижня Саксонія               | 36,92 млн                 | 3,73 млн             | 4,2                 |
| Північний Рейн-Вестфалія     | 41,52 млн                 | 8,39 млн             | 2,3                 |
| Рейнланд-Пфальц              | 18,45 млн                 | 4,17 млн             | 4,6                 |
| Саар                         | 2,26 млн                  | 0,32 млн             | 2,2                 |
| Саксонія                     | 15,70 млн                 | 1,63 млн             | 3,7                 |
| Саксонія-Ангальт             | 6,70 млн                  | 0,52 млн             | 2,8                 |
| Шлезвіг-Гольштейн            | 21,07 млн                 | 2,40 млн             | 7,4                 |
| Тюрингія                     | 8,68 млн                  | 0,60 млн             | 3,8                 |

## Сільська місцевість

### Оздоровчий туризм
Близько 242 млн ночівель чи ⅔ всіх ночівель в Німеччині, припадають на курортні міста. Німеччина добре відома як місце оздоровчого туризму, причому багато з курортів виникли на гарячих джерелах, пропонуючи лікування (по-німецьки: Курей) або профілактику за допомогою мінеральної води і/або інші види санаторно-курортного лікування. Курорти і  приморські курорти часто носять відповідні назви, такі як мінеральні і грязьові курорти (Mineral-und-Moorbäder), курорти здорового клімату (Heilklimatische Kurorte), водолікувальні курорти (Kneippkurorte), морські курорти (Seebäder), кліматичні курорти (Luftkurorte), курорти відпочинку (Erholungsorte). Найбільші і найвідоміші курорти також мають казино, в першу чергу Бад Висзее, Баден-Баден (Kurhaus), Вісбаден (Kurhaus), Ахен, Травемюнде та Вестерланд (Kurhaus).

### Регіони
Найвідвідуваніші туристичні регіони в Німеччині — Східно-Фризькі острови і Північно-Фризькі острови, в Балтійському морі узбережжя Гольштейну і Мекленбурга-Передньої Померанії, Долина Рейну, Баварський ліс, Шварцвальд і Баварські Альпи.

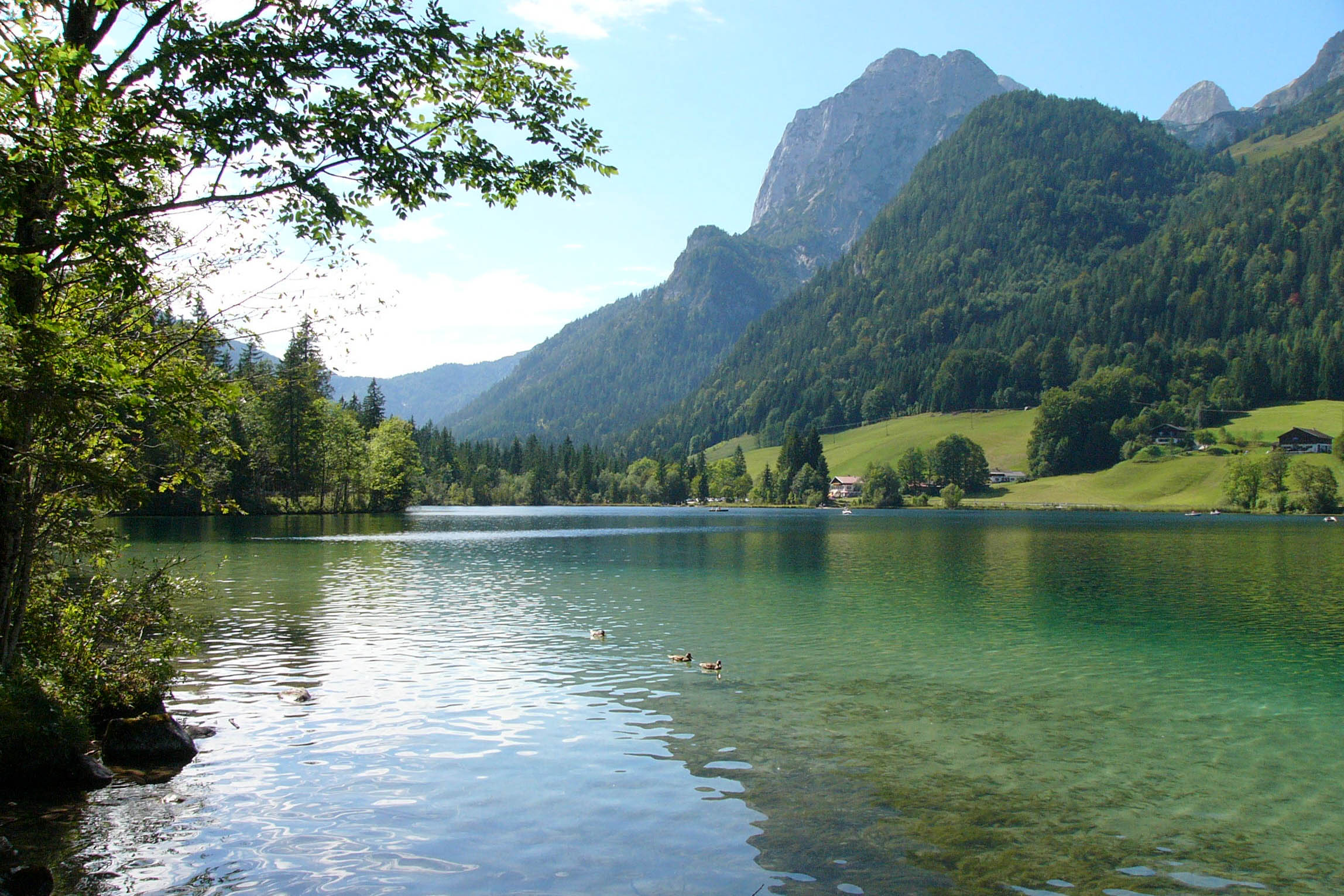
Гінтерзее в Берхтесгадені — мальовничий вид на Баварські Альпи

- На Півночі: Голштинська Швейцарія, Люнебурзька пустка і Гарц
- На Заході: Тевтобурзький ліс, Зауерланд, Айфель і долина Мозеля
- На Сході: Саксонська Швейцарія, Тюринзький Ліс, Рудні гори, і Долина Ельби
- На півдні: Таунус, Шпессарт, Оденвальд і Альгой.

У таблиці нижче наведено п'ять найвідвідуваніших сільських районів у 2008 році:
| Місце | Район                         | Кількість ночівель у 2008 році |
| ----- | ----------------------------- | ------------------------------ |
| 1     | Північна Фризія               | 6,96 млн                       |
| 2     | Рюген                         | 5,57 млн                       |
| 3     | Верхній Альге                 | 5,29 млн                       |
| 4     | Східний Гольштейн             | 5,27 млн                       |
| 5     | Брайсгау — Верхній Шварцвальд | 4,41 млн                       |

### Тематичні маршрути
Починаючи з 1930-х років, місцеві та регіональні органи влади створили різні тематичні маршрути, щоб допомогти відвідувачам познайомитися з конкретним регіоном і його культурними і ландшафтними пам'ятками. У таблиці нижче наведені деякі з найвідоміших таких маршрутів. Інші популярні тематичні маршрути в Німеччині включають частини Європейський маршрут Цегляна готика і Європейський маршрут індустріальної спадщини, Гарц-Хайд, Берта Бенц Меморіал Рут і Bergstrasse .

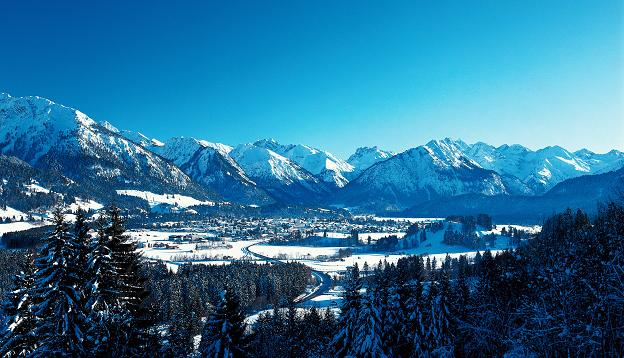
Вид на Оберстдорф, Верхній Альге

| Маршрут                            | Дата заснування | Тематика                           | Довжина в км. |
| ---------------------------------- | --------------- | ---------------------------------- | ------------- |
| Німецький винний шлях              | 1935 р.         | Пфальц — винна дорога              | 85 км         |
| Романтична дорога                  | 1950 р.         | Романтизм                          | 366 км        |
| Високогірна Шварцвальдська дорога  | 1952 р.         | Шварцвальд                         | 60 км         |
| Дорога замків                      | 1954 р.         | Замки Німеччини                    | 1000 км       |
| Везерський ренесанс                |                 | Архітектурний стиль Відродження    | 350 км        |
| Дорога немецких сказок (англ.)     | 1975 р.         |                                    | св. 600 км    |
| Deutsche Fachwerkstrasse (англ.)   | 1990 р.         | Фахверк                            | 3000 км       |
| Дорога романської архітектури      | 1993 р.         | Романский стиль                    | 1195 км       |
| Deutsche Fährstrasse (англ.)русск. | 2004 р.         | Броди, пороми, мости і тунелі      | 250 км        |
| Route der Industriekultur (англ.)  |                 | Технічні пам'ятки Рурської області | 400 км        |

### Зимовий спорт
Див. також Список зимових курортів Німецьких Альп і Список зимових курортів центрального високогір'я Німеччини
Основними районами зимових видів спорту в Німеччині є Північні Вапнякові Альпи, Рудні гори, Гарц, гори Фіхтель і Баварський Ліс. Першокласна інфраструктура зимового спорту включає гірські лижі, сноуборд, бобслей і лижі.
У більшості регіонів, зимові види спорту можливі в зимові місяці: з листопада по лютий. У передріздвяний сезон (з кінця листопада по 24 грудня) багато німецькі міста проводять різдвяні базари.

## Міста
Див. також Агломерації міст Німеччини
Кількість ночівель в готелях в 12 найбільших містах Німеччини більш ніж подвоїлася в період між 1995 і 2005 роки. Це збільшення головним чином обумовлено зростанням культурного туризму, часто у поєднанні з навчальними або діловими поїздками. Як наслідок, пропозиція нових та підвищення рівня традиційних культурних, розважальних, готельних, гастрономічних і роздрібних послуг також привертає більше іноземних гостей.
У таблиці нижче наведено 10 найвідвідуваніших міст в Німеччині в 2009 році, в порівнянні з 2008 роком. Містами з менш ніж 1 млн ночівель в рік є Ганновер, Росток, Бремен, Куксгафен, Бонн, Фрайбург, Мюнстер, Любек і Ессен.
|                                                               |                    |  |            |            |
| Берлін                                                        | Берлін             |  | 22,4 млн ▲ | 22,4 млн ▲ |
| Мюнхен                                                        | Мюнхен             |  | 11,7 млн ▲ | 11,7 млн ▲ |
| Гамбург                                                       | Гамбург            |  | 9,5 млн ▲  | 9,5 млн ▲  |
| Франкфурт на Майні                                            | Франкфурт на Майні |  | 6,4 млн ▲  | 6,4 млн ▲  |
| Кельн                                                         | Кельн              |  | 5,0 млн ▼  | 5,0 млн ▼  |
| Дюссельдорф                                                   | Дюссельдорф        |  | 3,8 млн ▲  | 3,8 млн ▲  |
| Дрезден                                                       | Дрезден            |  | 3,8 млн ▲  | 3,8 млн ▲  |
| Штутгарт                                                      | Штутгарт           |  | 2,6 млн ▲  | 2,6 млн ▲  |
| Нюрнберг                                                      | Нюрнберг           |  | 2,5 млн ▲  | 2,5 млн ▲  |
| Лейпціг                                                       | Лейпціг            |  | 2,0 млн ▲  | 2,0 млн ▲  |
| Найвідвідуваніші міста в 2011 р. по кількості ночівель(в млн) |                    |  |            |            |

### Торгові виставки
У Німеччині проводяться кілька найбільших у світі торговельних виставок, і багато з міжнародних виставок вважаються тренд-сеттерами і лідерами галузі. Тисячі національних і міжнародних виставок, конгресів та конвенцій проводяться у Німеччині щорічно, лише в 2008 налічувалося 10,3 млн відвідувачів 150 найбільших торгових виставок. Більше половини цих відвідувачів прибули з-за кордону, більш ніж третина з країн за межами Європи. У таблиці нижче наведені деякі з найвідвідуваніших виставок.
| Подія                       | Місто              | Виставка                             | Індустрія                       | К-сть відвідувачів | Примітки                                                                         |
| --------------------------- | ------------------ | ------------------------------------ | ------------------------------- | ------------------ | -------------------------------------------------------------------------------- |
| Frankfurt Trade Fair        | Франкфурт на Майні | Франкфуртський автосалон (IAA)       | Автовиставка                    | 850 000 в 2009     | проводиться в Ганновері, чергується через рік, як виставка вантажних автомобілів |
|                             |                    | Франкфуртський книжковий ярмарок     | Книги                           | 300 000 в 2008     |                                                                                  |
|                             |                    | ISH                                  | Управління мікрокліматом        | 201 000 в 2009     | раз в 2 роки                                                                     |
| Messegelände                | Ганновер           | CeBIT                                | Комп'ютерні технології          | 512 000            | 87 000 іноземних відвідувачів                                                    |
|                             |                    | Agritechnica                         | Сільськогосподарські автомобілі | 340 000 в 2007     | раз в 2 роки                                                                     |
| Messe München International | Мюнхен             | BAUMA                                | Будівельна техніка              | 500 000 в 2007     | раз в 3 роки                                                                     |
|                             |                    | BAU                                  | Архітектура, системна інженерія | 212 000 в 2009     | раз в 2 роки                                                                     |
| Messe Berlin                | Берлін             | International Green Week (IGW)       | Сільське господарство           | 425 000            | 9000 іноземних відвідувачів                                                      |
|                             |                    | Internationale Funkausstellung (IFA) | Споживча електроніка            | 230 000 в 2010     |                                                                                  |
| Messe Düsseldorf            | Дюссельдорф        | Drupa                                | Друкована продукція             | 390 000            | 230 000 іноземних відвідувачів, раз в 4 роки                                     |
|                             |                    | Boot Düsseldorf                      | Човни                           | 267 000            | 43 000 іноземних відвідувачів                                                    |
|                             |                    | Kunststoffmesse (K)                  | Пластмаса                       | 242 000 в 2007     | раз в 3 роки                                                                     |
| Кельнський торговий ярмарок | Кельн              | GamesCom                             | Комп'ютерні ігри                | 245 000 в 2009     | організовувалась Лейпцизькою виставкою до 2008, як Games Convention              |

Примітки: Цей список містить тільки індустріальні торгові виставки з більш ніж 250 000 відвідувачів на рік. Цей список може бути неповним.

## Найвідвідуваніші природоохоронні місця

### Охоронювані природні території
У таблиці нижче наведені найвідвідуваніші природоохоронні території Німеччини.
| Природоохоронна територія                           | Місто                            | Тип               | К-сть відвідувачів в 2002 р. | К-сть відвідувачів в 2008 р. |
| --------------------------------------------------- | -------------------------------- | ----------------- | ---------------------------- | ---------------------------- |
| Передньопомеранські лагуни (національний парк)      | Мекленбург-Передня Померанія     | Національний парк | 2,50 млн                     | 3,00 млн                     |
| Саксонська Швейцарія                                | Саксонія                         | Національний парк | 2,15 млн                     | 2,90 млн                     |
| Баварський Ліс                                      | Баварія                          | Національний парк | 2,00 млн                     |                              |
| Ясмунд                                              | Мекленбург-Передня Померанія     | Національний парк | 2,00 млн                     |                              |
| Національний парк Ваттового моря Нижньої Саксонії   | Нижня Саксонія                   | Національний парк | 2,00 млн                     |                              |
| Берхтесгаден                                        | Баварія                          | Національний парк | 1,50 млн                     |                              |
| Гарц (національний парк)                            | Нижня Саксонія, Саксонія-Ангальт | Національний парк | 1,50 млн                     |                              |
| Національний парк Ваттового моря Шлезвіґ-Гольштайну | Шлезвіг-Гольштейн                | Національний парк | 1,50 млн                     |                              |
| Майнау                                              | Баден-Вюртемберг                 |                   | 1,30 млн                     |                              |

Примітка: Цей список включає тільки природоохоронні місця з більш ніж 1 млн відвідувачів на рік. Цей список може бути неповним.

### Пам'ятки

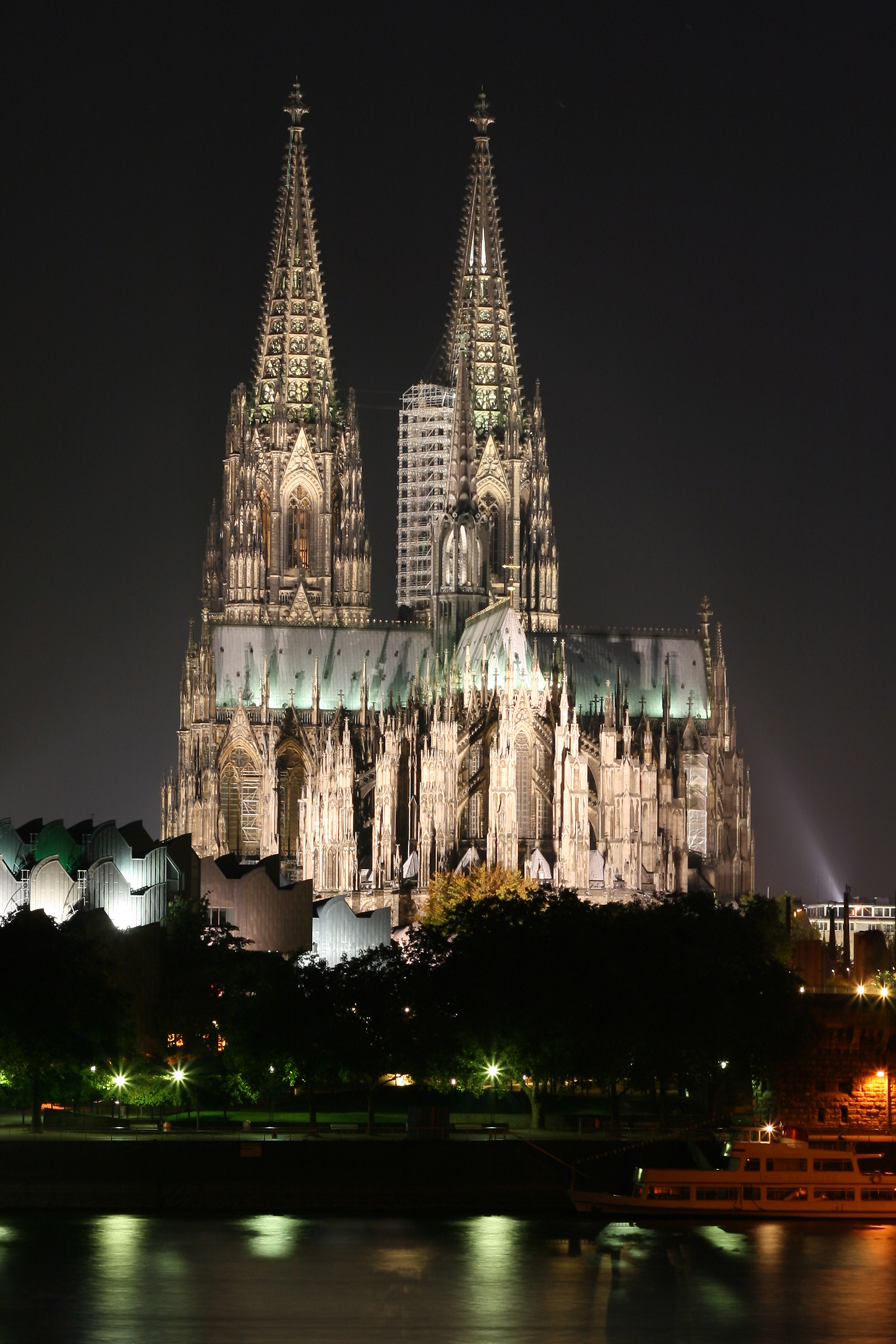
Кельнський собор є найвідвідуванішою пам'яткою в Німеччині

Німецька Туристична асоціація (Deutscher Tourismusverband) час від часу публікує статистичні дані про найвідвідуваніших визначних пам'яток Німеччини. При середньому кількості більше 5800 тисяч відвідувачів, які відвідують собор в рік, Кельнський собор є найвідвідуванішою пам'яткою Німеччини. Друге і третє місця займають Рейхстаг у Берліні і Хофбройхаус в Мюнхені. Головний туристичний центр в столиці Німеччини, в якому знаходяться відразу п'ять великих музеїв, внесених до списку спадщини ЮНЕСКО, називають «Музейний острів». В ньому розташовані Старий музей, Новий музей, Стара національна галерея, Музей ім. Боде і Пергамський музей.
| Пам'ятка                          | Місто       | Опис                               | К-сть відвідувачів в 2002 р. | К-сть відвідувачів в 2007 р. |
| --------------------------------- | ----------- | ---------------------------------- | ---------------------------- | ---------------------------- |
| Кельнський собор                  | Кельн       | Готичний собор                     | 6,0 млн                      | 6,0 млн в 2004               |
| Рейхстаг                          | Берлін      | Бундестаг                          | 2,70 млн                     | 2,70 млн в 2006              |
| Хофбройхаус                       | Мюнхен      | Пивоварня                          |                              | 1,80 млн                     |
| Гейдельбергський замок            | Гейдельберг | Архітектура Відродження            | 1,30 млн                     |                              |
| Замок Нойшванштайн                | Швангау     | Замок короля Людвіга II            | 1,25 млн                     | 1,36 млн                     |
| Цвінгер і Галерея старих майстрів | Дрезден     | Державне художнє зібрання Дрездена | 1,20 млн                     |                              |
| Берлінська телевежа               | Берлін      | Телевежа                           | 1,10 млн                     |                              |
| Ахенський собор                   | Ахен        | Імперський собор                   | 1,0 млн                      | 1,5 млн                      |

### Тематичні парки
У таблиці нижче наведені деякі з найвідвідуваніших тематичних парків або пов'язаних з ними об'єктів у Німеччині.
| Парк                 | Місто      | Опис             | К-сть відвідувачів в 2002 р. | К-сть відвідувачів в 2008 р. |
| -------------------- | ---------- | ---------------- | ---------------------------- | ---------------------------- |
| Європа-парк          | Руст       | Парк розваг      | 3,5 млн                      | 4,0 млн                      |
| VW Autostadt         | Вольфсбург | Парк автомобілів | 2,1 млн                      |                              |
| Нюрбургринг          | Нюрбург    | Парк Формули-1   | 2,0 млн                      |                              |
| Therme Erding        | Єрдинг     | Аквапарк         | 1,5 млн                      |                              |
| Movie Park Germany   | Боттроп    | Movie park       | 1,3 млн                      |                              |
| Legoland Deutschland | Гюнцбург   | Парк мініатюр    | 1,3 млн                      |                              |
| Берлінський зоопарк  | Берлін     | Зоопарк          | 3,0 млн                      |                              |
| Німецький музей      | Мюнхен     | Музей            | 1,4 млн                      |                              |
| Hamburg Planetarium  | Гамбург    | Планетарій       |                              | 0,4 млн                      |